# Олесницкий замок
Замок Олесницких князей в Олеснице (пол. Zamek Książąt Oleśnickich w Oleśnicy, нем. Schloss Oels) — ренессансная постройка в городе Олеснице, возведенная на месте готического замка XIII века. Выполнял функции резиденции олесницких князей до XIX века.

## История
Вероятно, оборонительные укрепления олесницких Пястов существовали здесь еще до 1238 года. Первое упоминание о замке датируется 1292 годом, тогда вроцлавский князь Генрих V Брюхатый решал в замке спор относительно права содержание корчмы в Ракове.
Строительство замка начал, вероятно, Конрад I Олесницкий. Период расцвета замка наступил при потомках чешского короля Йиржи из Подебрад, которые завладели Олесницким княжеством, после угасания местной линии Пястов. Первым из них стал Йиндржих I Старший из Подебрад, а после его смерти его сыновья Альбрехт, Йиржи и Карл I. Сын последнего — Ян из Подебрад, начал большую перестройку замка. На первом этапе (1542 год) он расширил западное крыло и башню. Также он построил для себя четырехугольное четырехэтажное жилое здание с двускатной крышей (так называемый передний замок, или предзамок, который также называют дворцом вдов).
Племянник Яна — Карел II, придал замку нынешний вид. Он построил с фундамента восточное крыло, а также опирающийся на кронштейны клуатр, придающий замковому двору представительский характер (1589—1600). После этого, с внутренней стороны стен древнего замка, напротив восточного крыла, появилось южное крыло (в 1608 году). В проектных работах принимали участие силезские архитекторы Бернард Нюрон и Каспер Кунео, который наиболее вероятно и стал автором барбакана (построенного до 1563 года) и его резных ворот. В 1616 году замок был соединен галереей с костелом и было завершено строительство лестниц. Весь дворцовый комплекс был украшен декорациями сграффито и ренессансными порталами и потолками.
После угасания линии Подебрадов Олесницкое княжество перешло роду Виртембергов, которые были владельцами замка до 1792 года, а от них — Вельфам, которые владели им до 1884 года (последний из Вельфов — Вильгельм, не жил в замке). Полузаброшенные здания в конце XIX века стали прусским леном. Новые владельцы — Гогенцоллерны, осуществили основательное восстановление замка, который до 1945 года выполнял функции их летней резиденции.
После Второй мировой войны в уцелевших зданиях удерживали венгерских и итальянских военнопленных. Позже здесь находилось отделение советского Международного Красного Креста, затем — Строительный техникум и Центральная школа скаутских инструкторов Союза польских харцеров. В 70-х годах XX века была проведена очередная реновация замка, и в нем было размещено отделение вроцлавского Археологического музея.

## Современность
В начале 90-х годов XX века замок запустел, в 1993 году замок был передан польскому Добровольному трудовому корпусу, которому он принадлежит до сих пор. Несколько лет назад замок был вновь открыт для посещения туристами.

## Архитектура
Вследствие ряда расширений и перестроек замок превратился в ренессансную резиденцию с современными на свое время фортификациями. Древнейшей сохранившейся частью бывшей готической постройки является башня конца XIII века, перестроенная и украшенная элементами сграффито и впоследствии увенчанная шатром. Заметная с верхних этажей галерея с каменной балюстрадой свидетельствует о более раннем, готическом этап строительства замка. Одновременно с башней строилась нижняя часть нынешнего западного крыла замка, в которой находился жилой дом.
Вход в замок осуществлялся через достроенный до дворца барбакан (предбрамья), к которому вел, по-над глубоким рвом, деревянный мост. Портал ворот был украшен геральдическими щитами, которых держали два стоящих льва. Внутри барбакана, в его верхней части, находились галереи стражи и бойницы. Оборону объекта можно было также осуществлять из нижней части барбакана, через казематы. Дополнительным элементом обороны был комплекс фортификаций бастионов, построенный в итальянском стиле. К окружавшему замок рву примыкали оборонительные стены города.

## Галерея

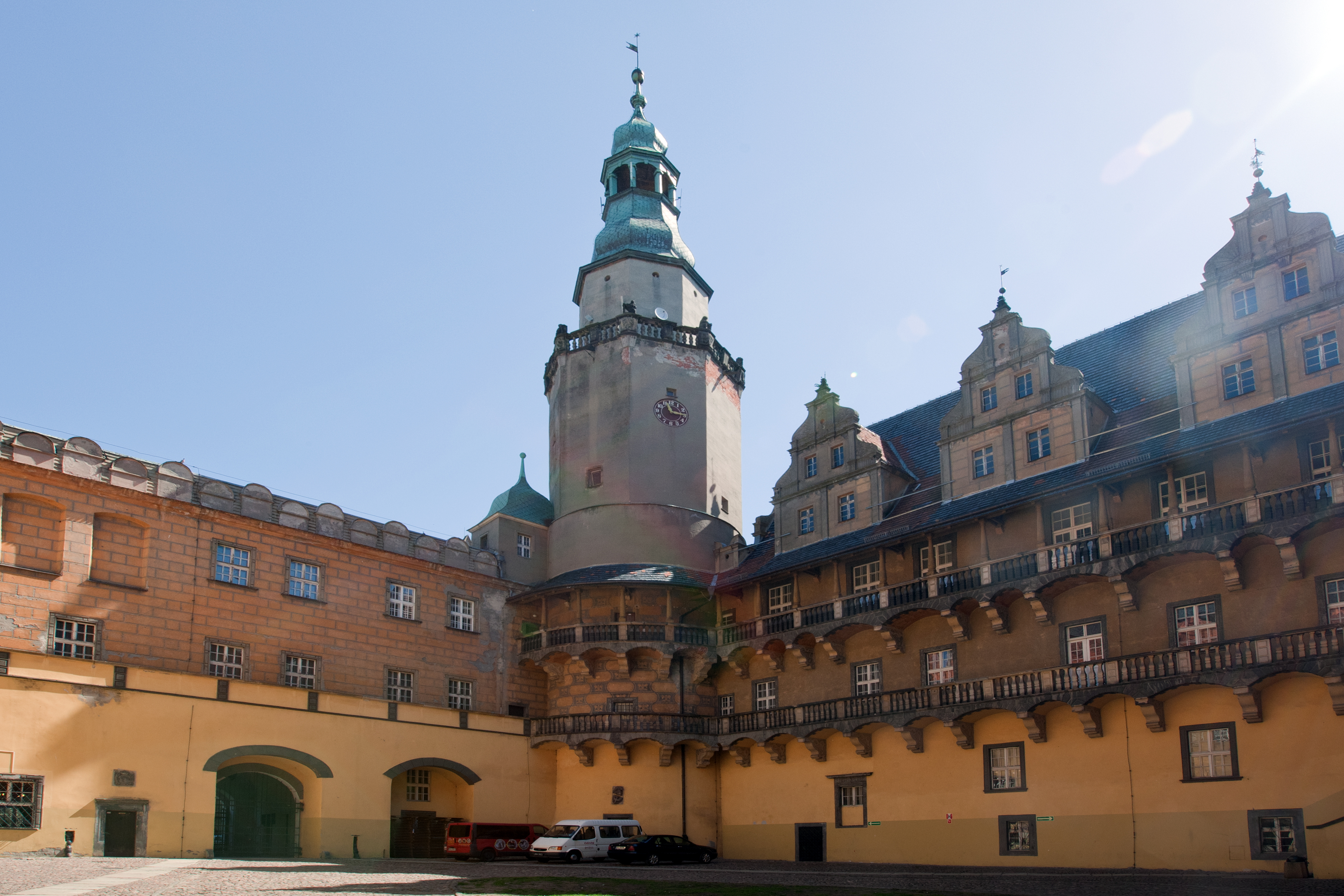
Замковый двор и башня
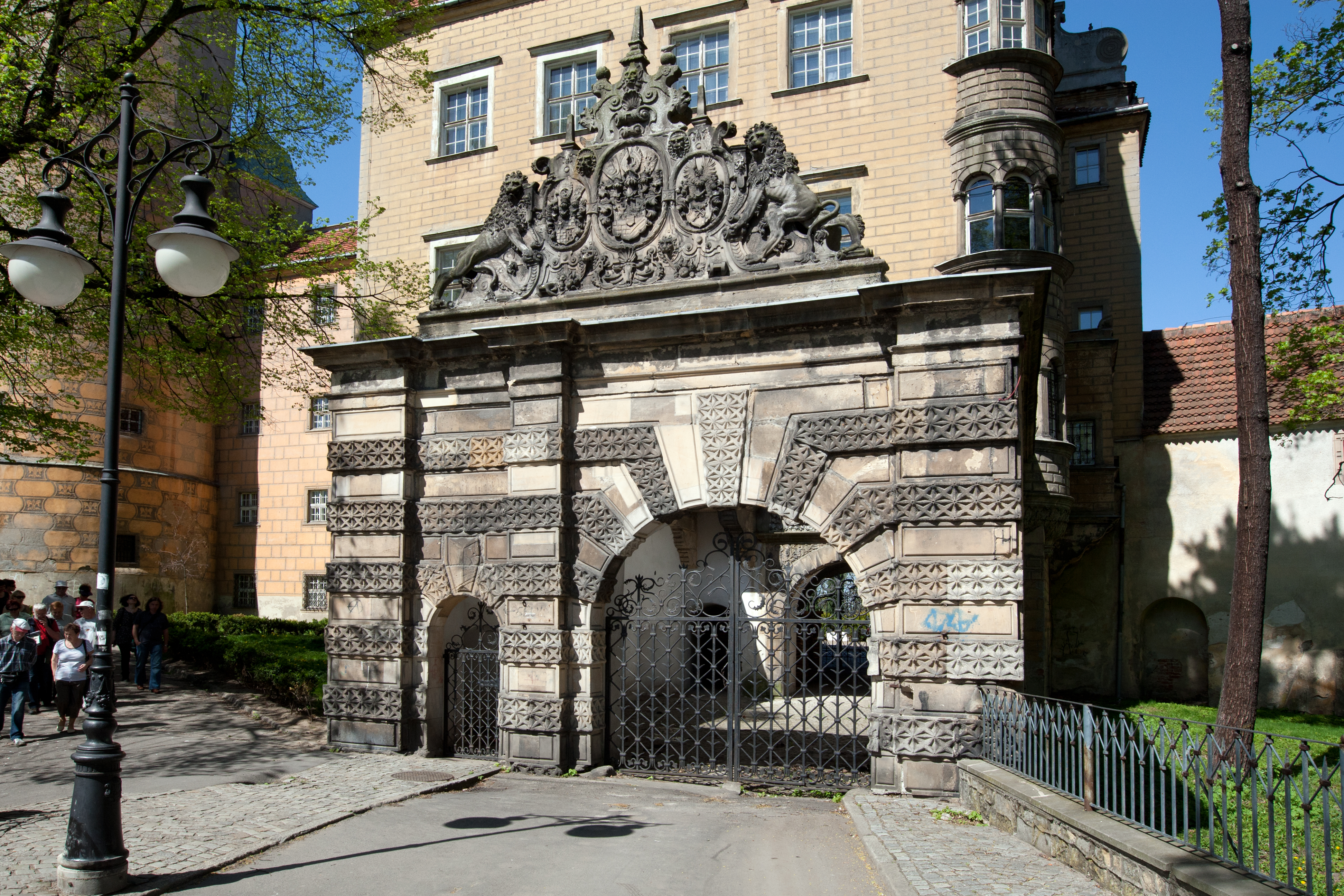
Главные ворота замка
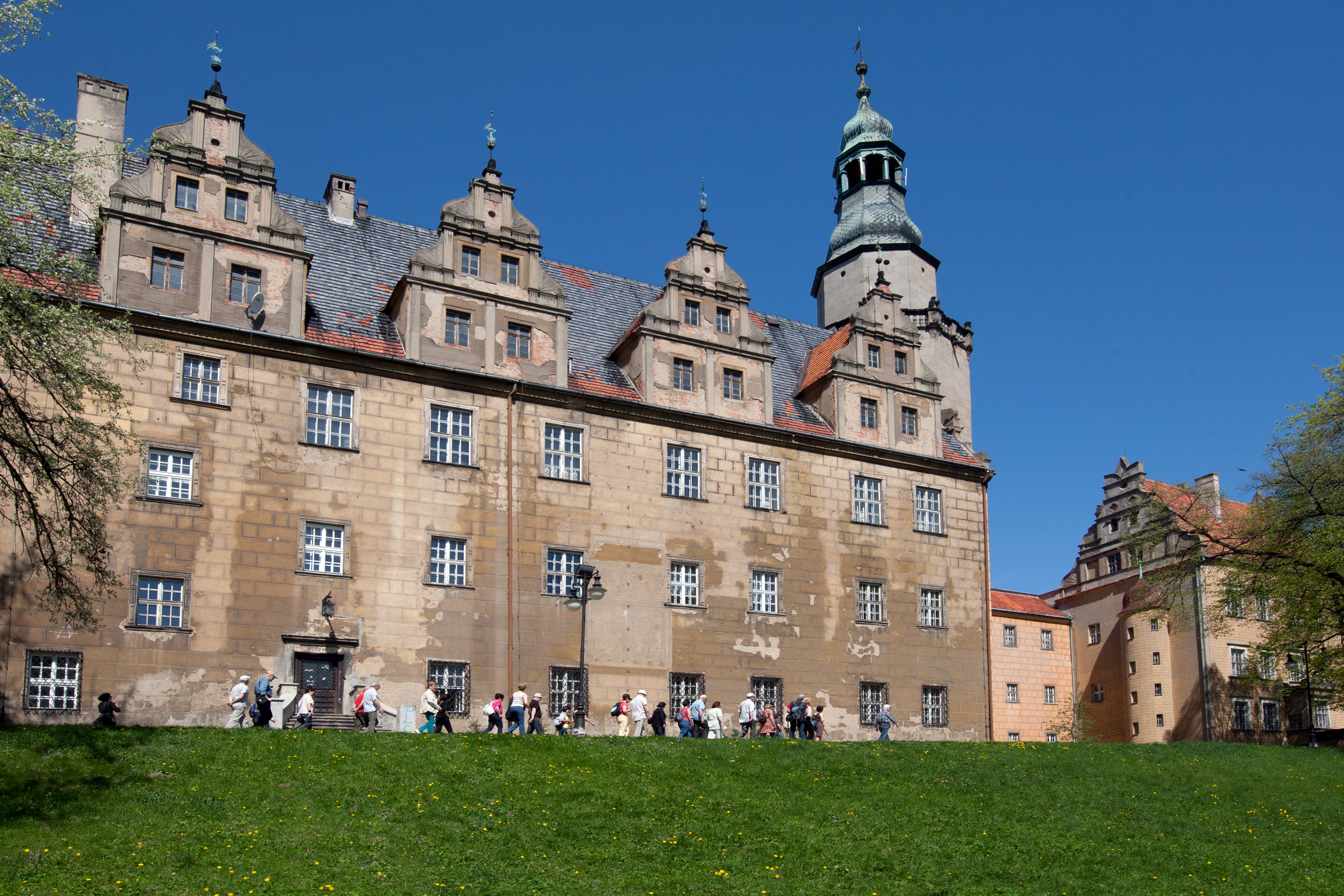
Замок в Олеснице
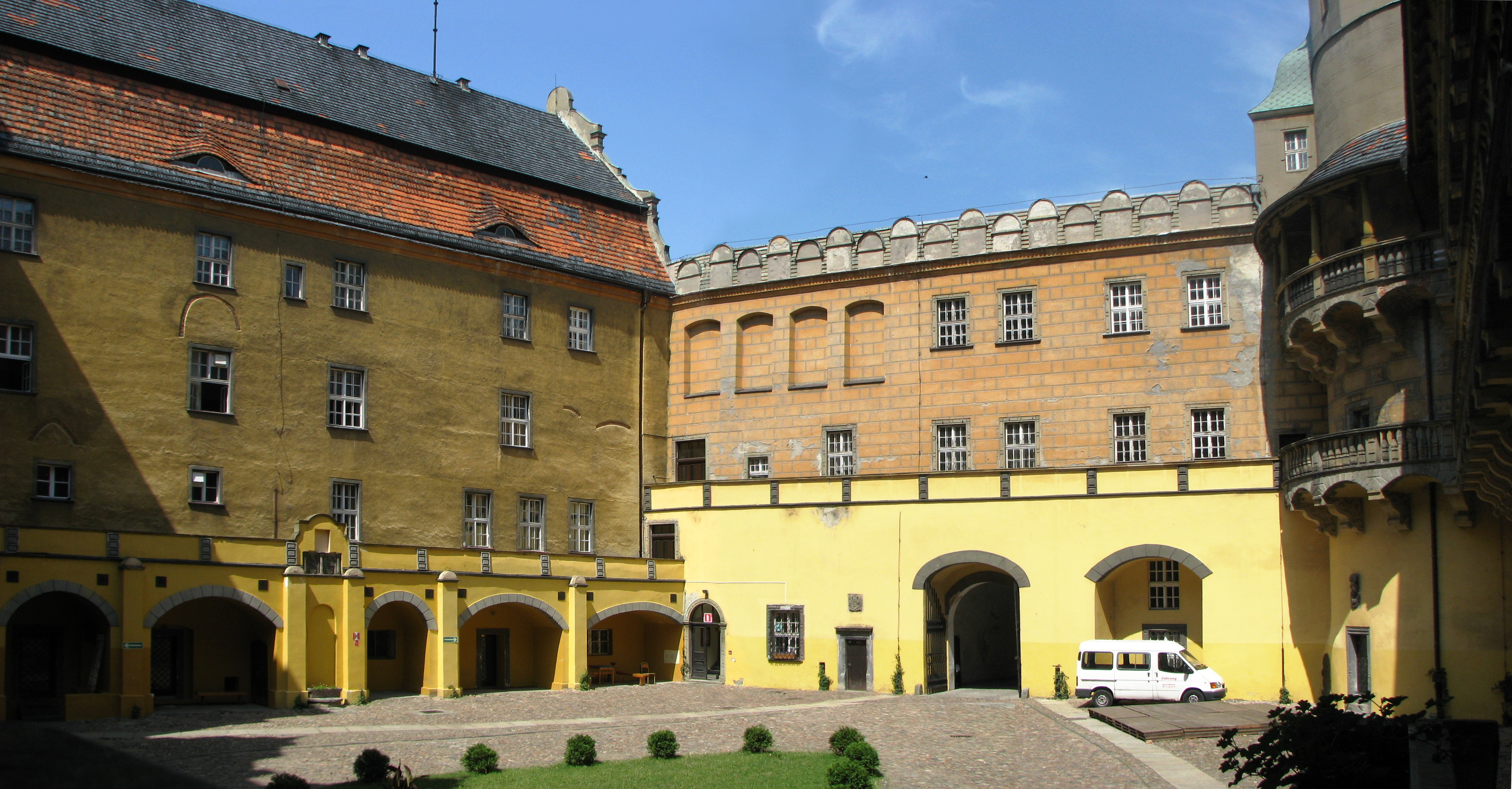
Замковый двор
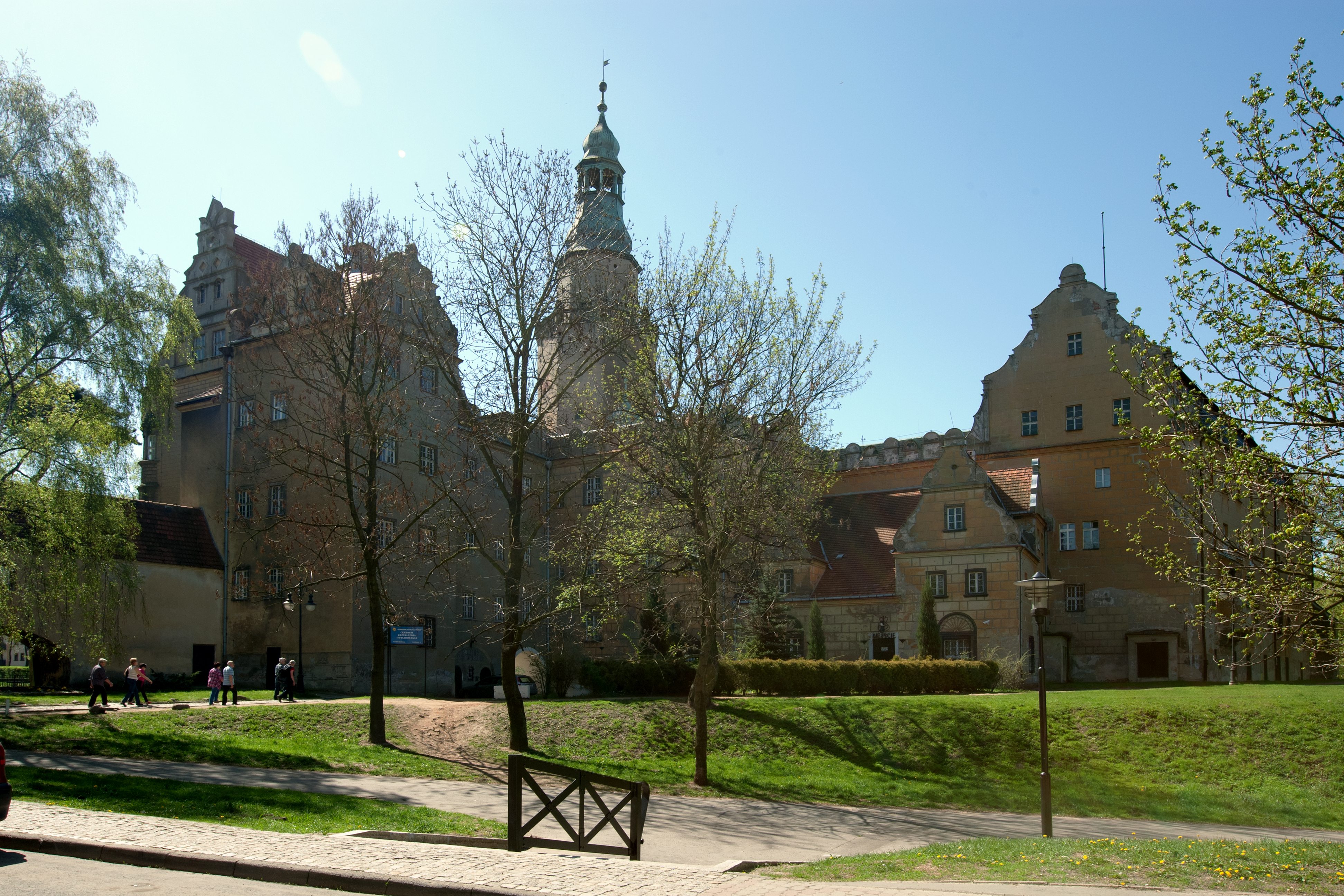
Панорама замка в Олеснице